# 五月九日憲法
五月九日憲法（1948）是捷克斯洛伐克的第二部憲法，從1948年至1960年生效。在1948年2月25日共產黨奪取捷克斯洛伐克第三共和國政權後不久，於1948年5月9日生效。五月九日憲法取代了1920年捷克斯洛伐克憲法。

## 憲法製訂歷史
自1946年夏天以來，關於新憲法的工作一直在進行。因此，五月九日憲法不是一部完全的共產主義憲法在表面上與它的前身1920年捷克斯洛伐克憲法相似；事實上，有幾個條款是直接從先前的憲法中延續下來的。然而新憲法包含了一些從蘇聯的斯大林憲法中的元素。蘇聯在最終憲法文件上的印記非常強烈，以至於愛德華·貝奈斯總統拒絕簽署它，後來還辭職了。捷克斯洛伐克共產黨（KSČ）、政府和許多個人在憲法生效期間依然公然違反憲法，特別是關於私有製和人權的條款。
自捷克斯洛伐克解放以來，在民族化、捷克人和斯洛伐克人的關係以及其他關鍵問題上出現了許多爭議。 1948年2月共產黨接管後，共產黨的概念基本得到了應用。憲法沒有按照列寧主義的民主集中製原則來組織政府管理（這一規定只在隨後的1960年捷克斯洛伐克社會主義憲法中納入）；事實上，五月九日憲法沒有提到共產主義或捷克斯洛伐克共產黨。然而，新憲法確實宣布捷克斯洛伐克已經開始了一場民族和民主革命，它打算抵禦國內和國外的反動。五月九日憲法把1948年的政變說成是對人民民主秩序的捍衛。

## 內容簡介
五月九日憲法宣布捷克斯洛伐克社會主義共和國是一個人民民主國家，人民是所有權力的唯一來源。憲法宣布捷克斯洛伐克的經濟以國有化工業、國有化貿易和國有化金融部門為基礎。政府部門被宣佈為經濟的基礎，但憲法也保護私營部門和合作社。還賦予了斯洛伐克少量的自治權，使其擁有自己的立法機構和政府結構，儘管這些機構都從屬於捷克斯洛伐克社會主義共和國中央政府。議會繼續被稱為國民議會，但廢除了參議院。
與大多數共產憲法不同，五月九日憲法沒有用一個集體機構取代總統。憲法還提供了防止任意逮捕的保護措施，只要沒有逮捕令，任何人都不能被拘留。另一方面，規定公民權利的條款被一項條款有效地閹割了，該條款禁止對國家、憲法、共和國政府形式或人民民主秩序的獨立、完整和統一構成威脅的言論和行為而使用公民權利保護條款，並允許在發生對國家、憲法、共和國政府形式和人民民主秩序的獨立、完整和統一，或公共法律和秩序構成更大威脅的事件時對其進行限制。憲法對新聞自由的保障由於規定電影和廣播由國家壟斷，並賦予政府決定誰可以出版期刊的唯一權力而變得毫無意義。法官被要求同時遵守法律和政府條例，從而剝奪了法官駁回不符合法規的行政行為的權利。
1960 年 7 月 11 日五月九日憲法被1960年捷克斯洛伐克憲法取代。

## 外部鏈接
- Text of Ninth-of-May Constitution